# Erastriopis costiplaga
Erastriopis costiplaga là một loài bướm đêm trong họ Noctuidae.